# Wrexham
Wrexham (walesiül: Wrecsam) város Wales északkeleti részén, a Wrexhami megyei kerület (county borough) központja. A település lakossága 2021-ben 44 785 fő volt. 2022-ben a brit uralkodó city státuszt adományozott a városnak. Wrexham a középkortól kezdve fontos kereskedővárosnak számított, később ipari központtá vált. A világ egyik legrégebbi futballcsapatának, az 1864-ben alapított Wrexham AFC-nek az otthona.

## Nevének eredete
A legkorábbi említésekben Wryghtelsham néven szerepel a település, amelynek jelentése óangol nyelven a Wryhtel-folyó mezeje.

## Elhelyezkedése
Wrexham egy viszonyag lapos síkságon helyezkedik el, amely a Dee-folyó völgye és Wales legkeletibb hegyvonulatai között terül el. Három apró folyó folyik át a városon, a Clywedog, a Gwenfro és az Alyn. A település híres jó minőségű föld alatti vízkészleteiről, amely lehetővé tette a sörgyártás virágzását a térségben. Az angol-walesi határ alig 8 km-re húzódik a belvárostól, így határvárosként mindig fontos szerepet játszott a kereskedelemben. A város területe 17,4 km², amelyet az azonos nevű megyei kerület (Wrexham County Borough) vesz körbe, amelynek össznépessége meghaladja a 135 ezret.

## Történelem

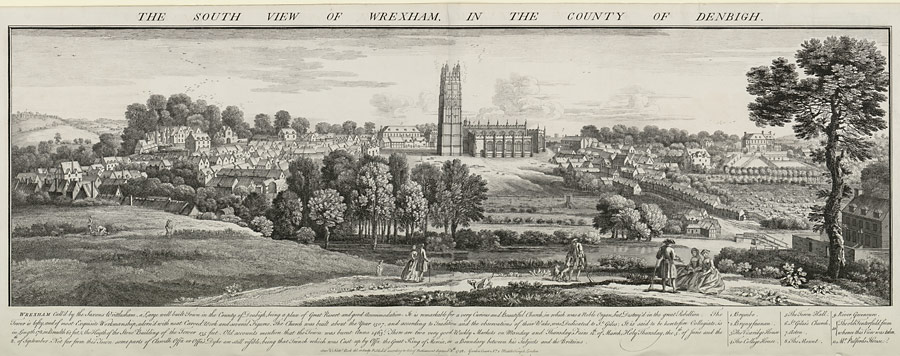
Wrexham látképe 1748-ban

A település közelében több régészeti leletet is feltártak, mezolitikumi eszközöket, bronzkori sírhalmokat, vaskori földvárakat és egy római kori villát. A kelta lakosságú területet a 8. század során az angol Mercia királyság katonái elfoglalták és a mai településtől nyugatra védműveket emeltek, ennek neve Offa árka (Offa's Dyke).
Állandó jellegű település csak a középkortól volt jelen, amely hamar kereskedelmi központtá vált kedvező fekvésének köszönhetően. A 11. században a walesiek visszahódították a települést. A várost elsőként egy 1161-es dokumentum említi meg Wristlesham néven. Wales angol meghódítása után tovább folytatódott a fejlődés, 1327-től kezdve már villa mercatoria, vásárváros státusszal hivatkoztak rá és a walesi mesteremberek egyik legfontosabb központja lett, különösen az ökölpajzsok (buckler) készítéséről volt híres. A középkor folyamán végig fennmaradt Wrexham walesi jellege, az ideköltöző angolok is felvették a walesi nyelvet, kultúrát és jogrendszert. A helyi nemesség támogatta Owain Glyndŵr lázadását az angol uralom ellen a 15. században.

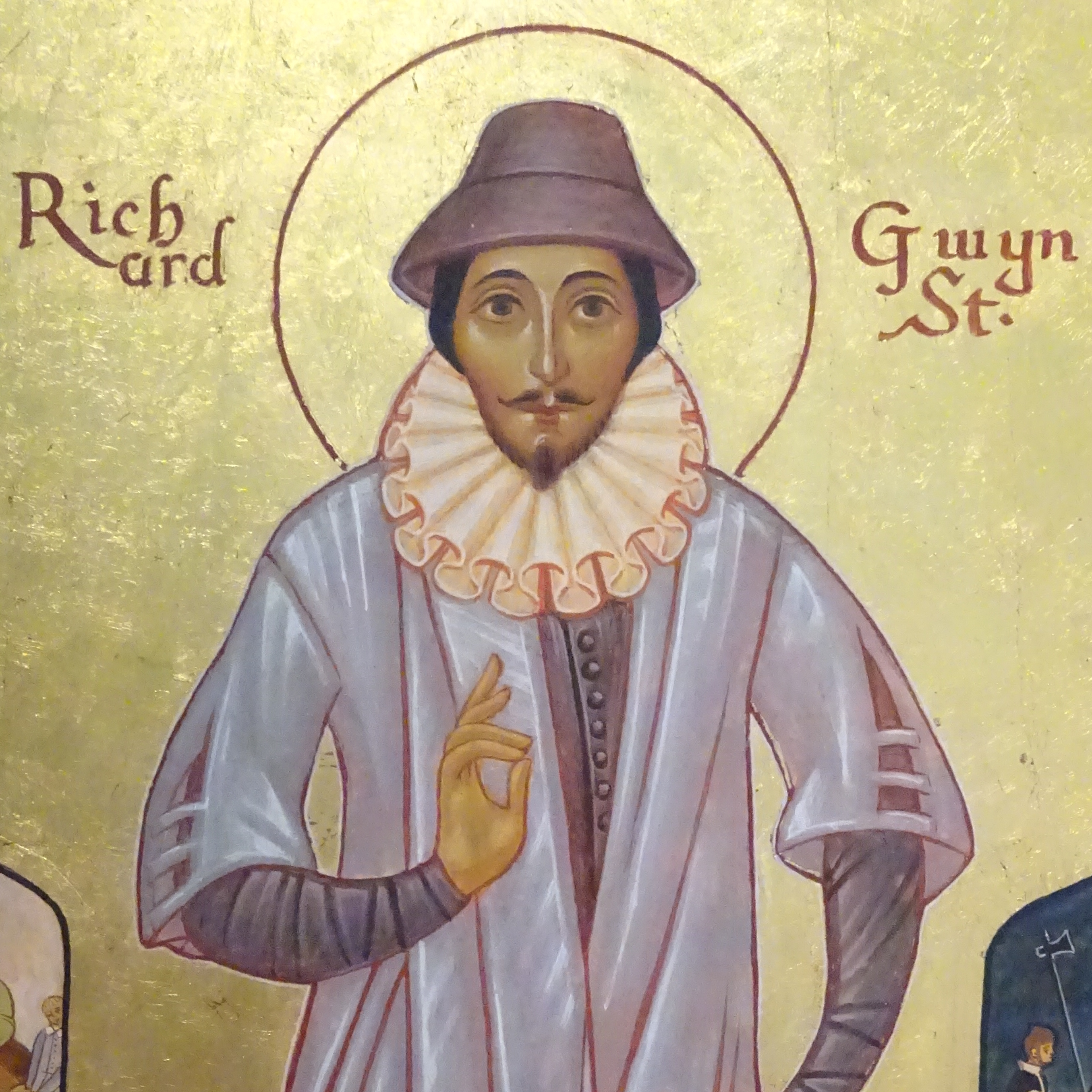
Szent Richard Gwyn

Az 1532-1542-es egységesítési törvények hatására bevezették az angol jogrendszert és közigazgatást, Wrexhamet Denbighshire megyéhez csatolták. 1584-ben miután egy helyi iskolai tanár és költő, Richard Gwyn katolikus hite miatt összetűzésbe keveredett az anglikán egyházzal, a férfit a bíróság árulásért halálra ítélte, felakasztották és felnégyelték. A mártírt VI. Pál pápa 1970-ben szentté avatta, ünnepét október 17-én ünneplik.
Az ipari forradalom 1717-ben kezdődött, a városban, amikor Charles Lloyd létrehozta vasművét Wrexham Bersham nevű külvárosában. A vasgyártás a 18. század végén élte fénykorát, majd 1812-ben zárta be kapuit az üzem. Számos szénbánya is működött a környéken. A város jó minőségű föld alatti vízkészleteinek köszönhetően ideális helyszín volt a sörfőzéshez is, a 19. század közepén egyszerre 19 sörfőzde működött a városban. A városban temették el 1721-es halála után Elihu Yale-t, az amerikai Yale Egyetem névadóját és mecénását.
A nehézipar leépülése után a város pénzügyi, biotechnológiai, high-tech és kiskereskedelmi központtá vált. A foglalkoztatottsági ráta 80,4%, a munkanélküliségi ráta pedig 2,9% volt 2024-ben, ezek az adatok kedvezőbbek a walesi átlagnál.

## Látványosságok
Wrexham óvárosa ma is őrzi a középkori utcahálózatot, amelynek középpontjában a Wales hét csodája közé sorolt 16. századi St Giles templom áll. Számos középkori ház épségben fennmaradt, a szűk átjárókat sok helyen vásárlóutcákká alakították. A város mellett fekszik az Erddig birtok épületegyüttese, a Yorke család kúriája a palota alkalmazottainak hatalmas 18. századi arcképgyűjteményéről is nevezetes.

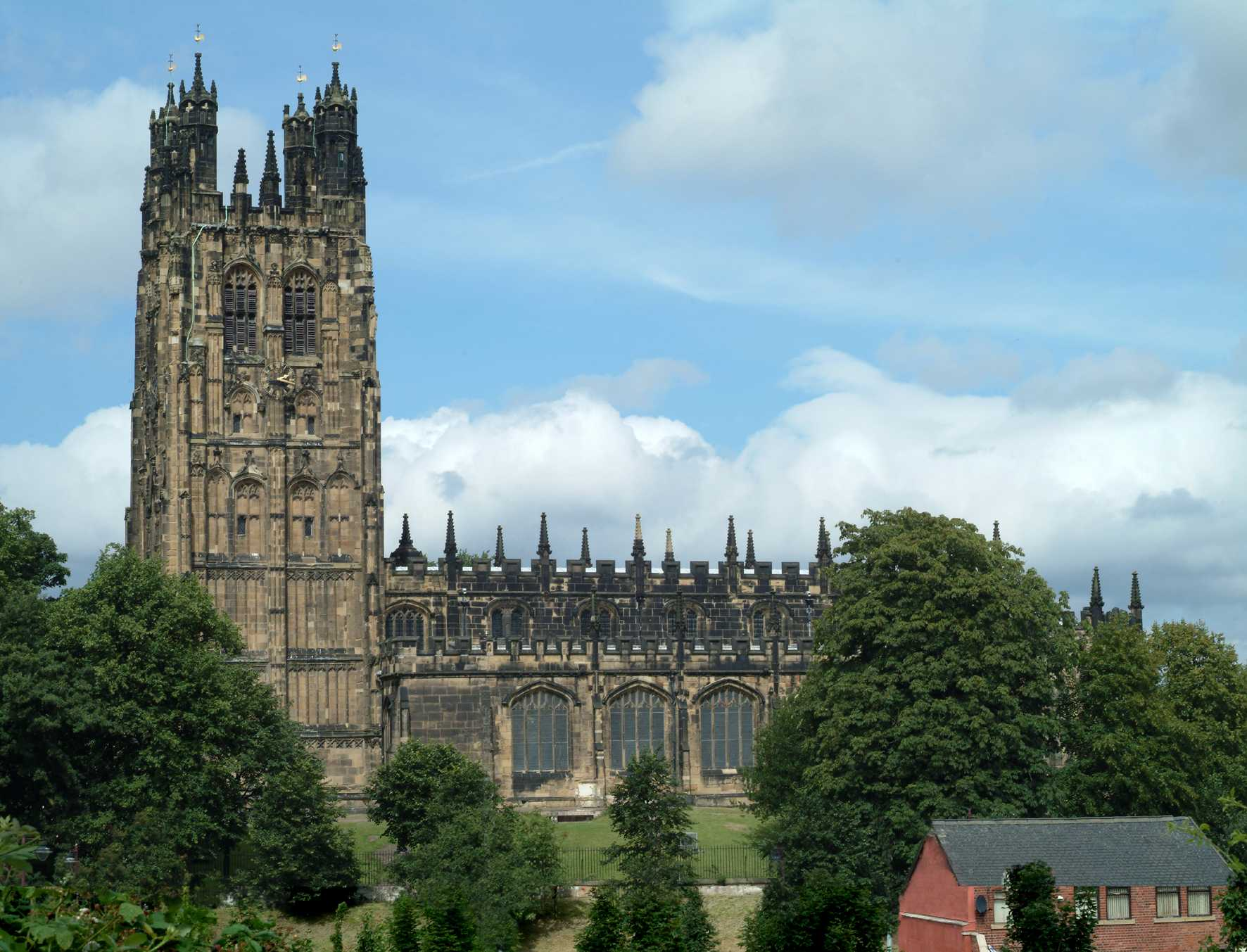
A St Giles templom
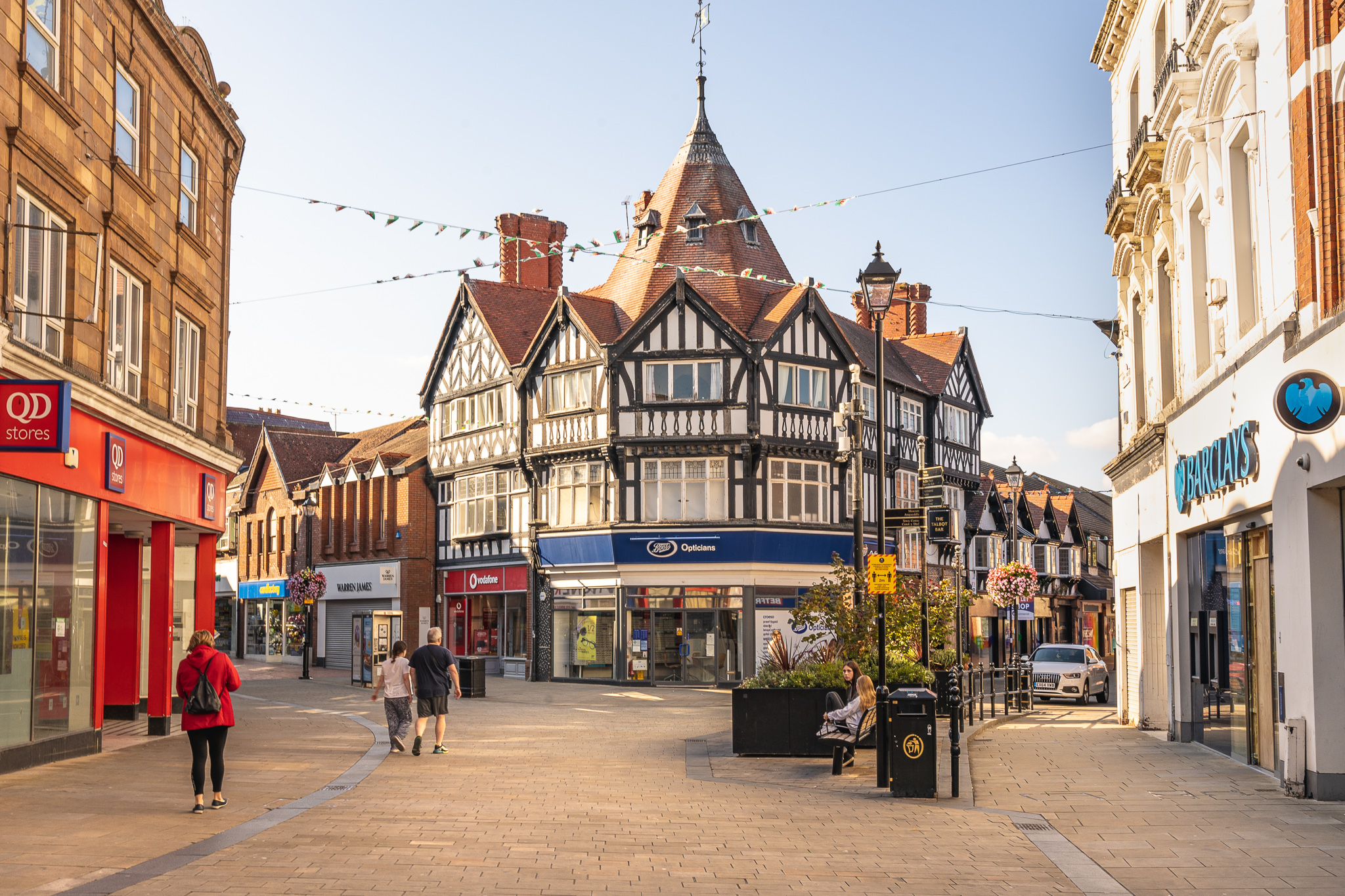
Wrexham óvárosa
Vásárlóutca
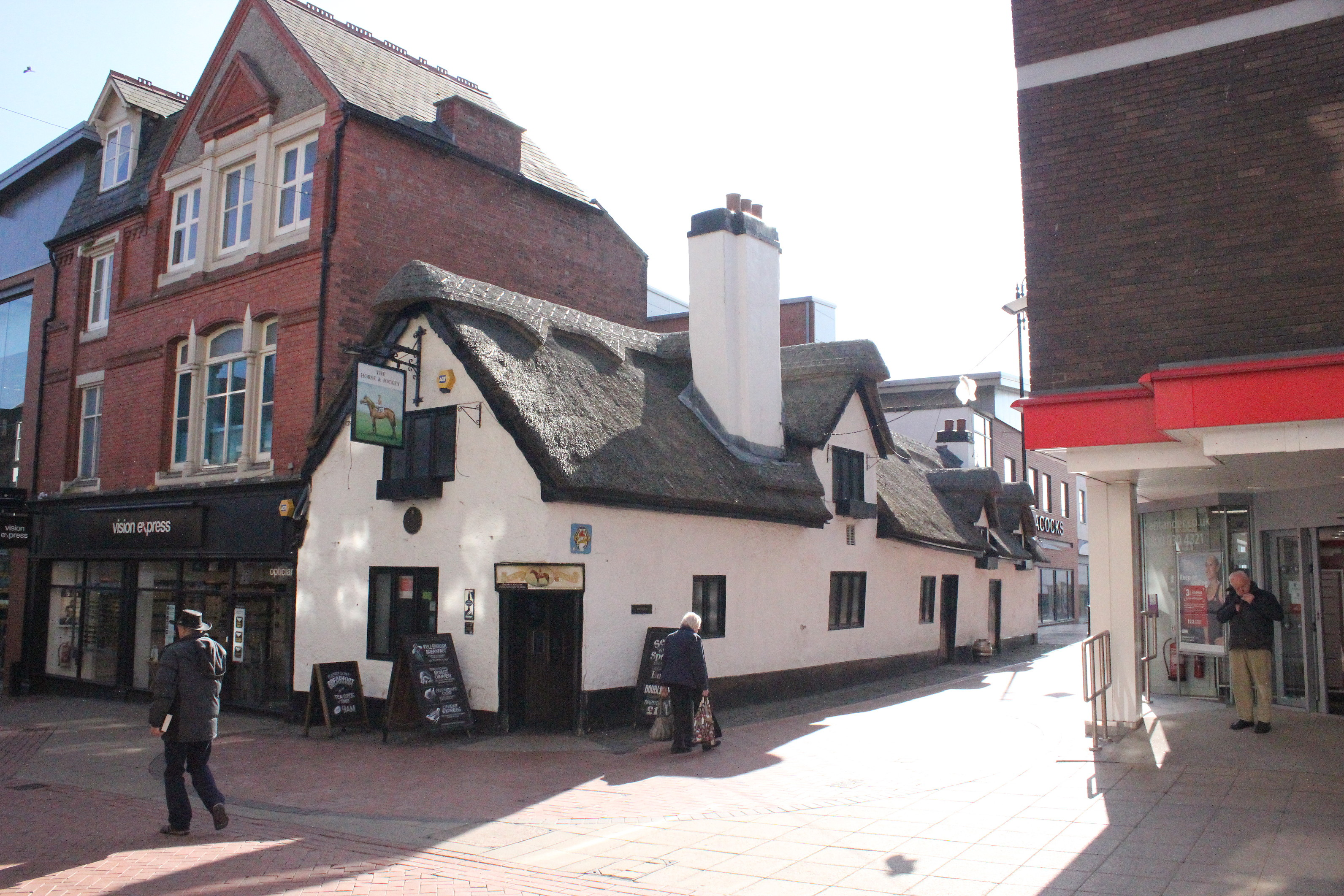
16. századi épület
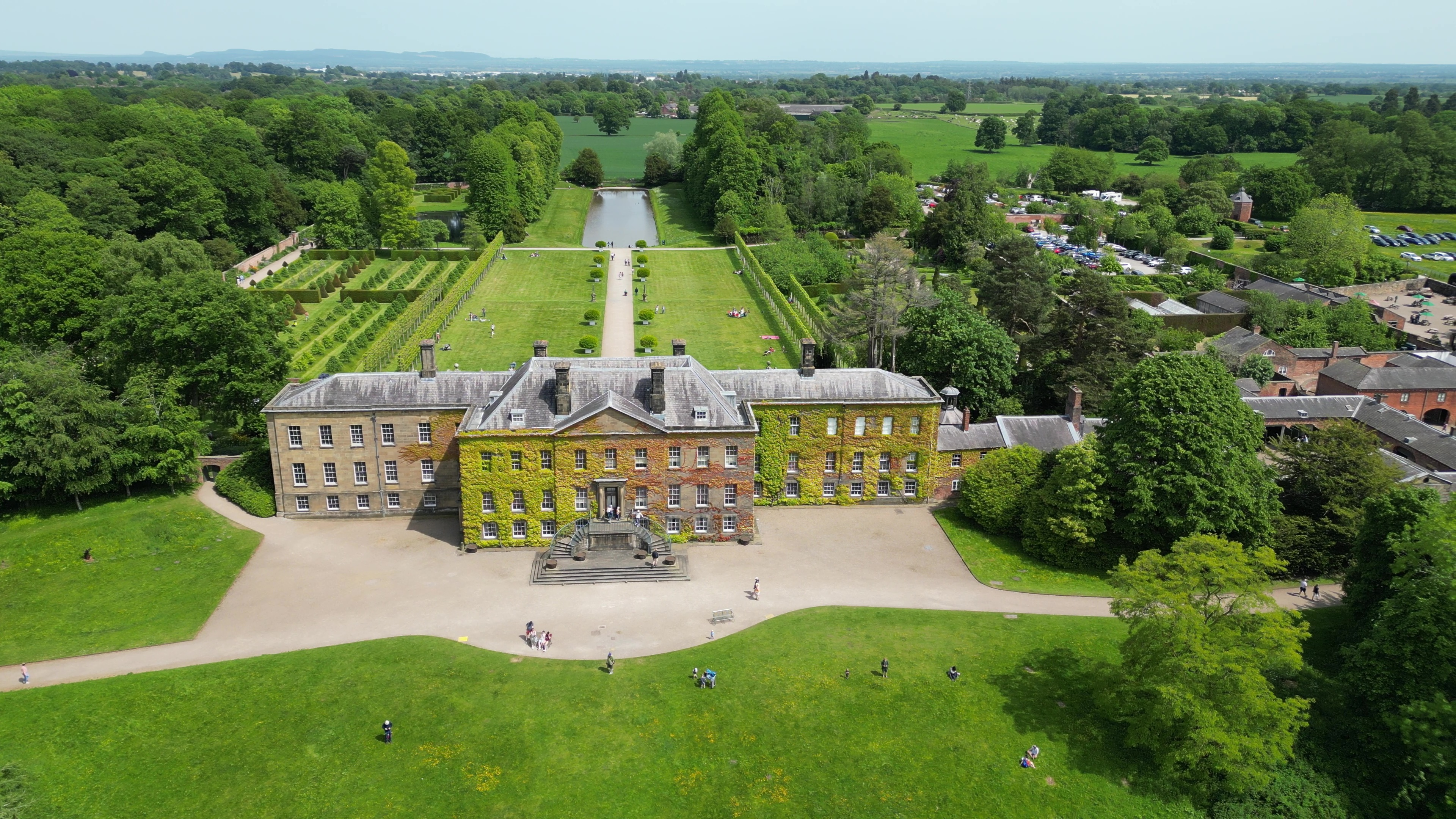
Az Erddig birtok

## Labdarúgás

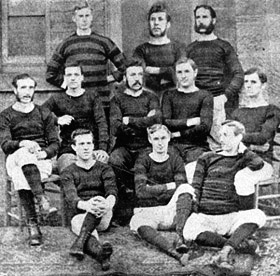
A Wrexham csapata 1877-ben

A város ad otthont a világ harmadik legrégebbi futballcsapatának, a Wrexham AFC 1864-ben jött létre. Jelenleg az angol labdarúgó-bajnokság harmadosztályában játszik, becenevük a „Vörös sárkányok” (Red Dragons). 2021-ben Ryan Reynolds kanadai színész megvásárolta a csapatot.

## Testvérvárosok
- Iserlohn, Németország
- Racibórz, Lengyelország[14]

## Fordítás
Ez a szócikk részben vagy egészben  a   Wrexham című angol Wikipédia-szócikk ezen változatának fordításán alapul.  Az eredeti cikk szerkesztőit annak laptörténete sorolja fel. Ez a jelzés csupán a megfogalmazás eredetét és a szerzői jogokat jelzi, nem szolgál a cikkben szereplő információk forrásmegjelöléseként.